# مانتری (لوئیزیانا)
مانتری (به انگلیسی: Monterey) شهری در ایالت لوئیزیانا کشور ایالات متحده آمریکا است که جمعیت آن در سرشماری سال ۲۰۱۰ میلادی، ۴۳۹ نفر بوده‌است.